# ملبنات
المُلَبِّنَات (الاسم العلمي: Lactobacillaceae) هي فصيلة من البكتيريا تتبع رتبة الملبنيات من طائفة العصيات.

## أجناس
- المُلَبِّنَةُ
- المملسة